# Christian August von Schleswig-Holstein-Sonderburg-Norburg
Christian August von Schleswig-Holstein-Sonderburg-Norburg, Pseudonym Augustus Lohstein und ähnliche Namensformen (* 30. April 1639 in Norburg; † 5. Januarjul. / 15. Januar 1687greg. in London) war ein Prinz aus dem Haus Schleswig-Holstein-Sonderburg-Norburg, Reisender und britischer Seeoffizier.

## Leben
Christian August von Schleswig-Holstein-Norburg war der erste Sohn von Herzog Friedrich aus dessen zweiter Ehe mit Eleonore von Anhalt-Zerbst (* 10. November 1608 in Zerbst; † 2. November 1681 in Osterholm), Tochter von Rudolf von Anhalt-Zerbst. Er hatte einen älteren Halbbruder aus der ersten Ehe seines Vaters, Johann Bogislaw, und einen jüngeren Bruder Rudolf Friedrich (1645–1688), der Vater von Elisabeth Sophie Marie und Ernst Leopold wurde. Seine Schwester Elisabeth Juliane (* 24. Mai 1633; † 4. Februar 1704 in Wolfenbüttel) heiratete 1656 Herzog Anton Ulrich von Braunschweig-Wolfenbüttel (1633–1714), einen Verwandten ihrer Mutter. Eine andere Schwester Dorothea Hedwig (* 18. April 1636; † 23. September 1692) war seit 1666 evangelische Äbtissin von Gandersheim, trat aber 1678 zum Katholizismus über und heiratete Christoph von Rantzau.

### Reisen
1655 engagierte seine Mutter Adolph Hans von Holsten als seinen Rat und Hofmeister. Sie gingen Ende des Jahres an die Sorø Akademie. Am 21. November 1657 hielt Christian August hier eine lateinische Rede Palladis simulacrum, die er König Friedrich III. widmete; Holsten steuerte ein lateinisches Gratulationsgedicht bei. 1658 starb sein Vater Herzog Friedrich; er hatte Christian Augusts älteren Halbbruder Johann Bogislaw zum einzigen Erben ernannt. Im Erbvertrag vom 19. Januar 1659 verpflichtete sich Johann Bogislaw zum Unterhalt seiner Halbgeschwister. Christian August sollte jährlich 1600 Speciestaler erhalten und bekam das Gut Hirschsprung (dänisch: Hjortspring) als Sicherheit.
Danach begann er 1660 mit von Holsten eine Grand Tour. Sie begann in Nord- und Mitteldeutschland und verlief über die Niederlande, Frankreich, Spanien, Portugal, Marokko, ganz Italien und Sizilien. Sie waren Gäste von Papst Alexander VII. in Rom und bestiegen mit Athanasius Kircher zwei Mal den Vesuv. Die Reise endete Ende Mai 1662 in Norburg. Inzwischen hatten sich die finanziellen Verhältnisse im überschuldeten Norburg weiter verschlechtert. Holsten begleitete Christian August und seinen jüngeren Bruder Rudolf Friedrich nach Kopenhagen. Es gelang nicht, gegenüber dem Oberlehnsherrn König Friedrich III. die Beteiligung der jüngeren Halbgeschwister an der Administration des nahezu bankrotten abgeteilten Herzogtums durchzusetzen. Christian August begab sich, anfangs wohl noch von Holsten begleitet, auf weitere Reisen: Ab August 1662 reiste er über Berlin, Leipzig, Nürnberg, Metz, Paris und Perpignan nach Spanien. 1663 ging es zurück nach Paris und von dort nach London. Am 28. Mai 1663 kam er in Hamburg an. 1665 kehrte er kurz nach Norburg zurück, bevor er sich aufs neue aufmachte. Diesmal reiste er über diverse Fürstenhöfe in Süddeutschland und Breslau nach Prag. Hier schloss er sich unter dem Namen Baron von Binnendorff der kaiserlichen Gesandtschaft nach Istanbul unter Walter Leslie (1607–1667) an, der Großbotschaft zur Hohen Pforte. In Istanbul verließ er die Gesandtschaft und reiste allein weiter nach Kleinasien, Aleppo und ins Heilige Land bis nach Jerusalem. Über Damaskus und Tripolis kam er nach Venedig, wo er am 20. September 1666 eintraf. Nach einem kurzen Aufenthalt dort ging er zurück nach Norddeutschland, Holland und Dänemark.
Wie diese ausgedehnten Reisen finanziert wurden, ist durch die Quellen nicht belegt. Das Ausbleiben der zugesagten Deputat-Zahlungen brachte ihn sicherlich in manche Verlegenheit. 1669 zog der dänische König das bankrotte Herzogtum Norburg komplett ein und senkte die Unterhaltszahlungen auf 1000 Taler. Nachdem sein Bruder bereits seit einigen Jahren im Dienst von Wilhelm III. von Oranien-Nassau stand, musste sich jetzt auch Christian August eine neue Geldquelle erschließen.
Im Februar 1670 ereignete sich im Stift Gandersheim ein skandalöser Vorfall, als seine Schwester Dorothea Hedwig, die Äbtissin, von ihrem Lehnsmann Thomas Ludolf von Campen, in ihrem Schlafzimmer im Schloss Hachenhausen durch einen Stockhieb verletzt wurde. Von Campen wollte sich an Christian August wegen einer Beleidigung rächen.

### In englischen Diensten
Ende November 1670 kam Christian August ein zweites Mal nach London. Er soll er in England „eine Ehe ausser seinem Stande“ eingegangen sein. Dazu findet sich aber sonst nichts. Auf jeden Fall scheint er hier den Entschluss gefasst zu haben, in den Dienst der Royal Navy zu treten. Ab Juni 1671 war er an Bord von HMS Tyger, einer Fregatte 4. Klasse mit 38 Kanonen. Auf ihr segelte er bis ins Mittelmeer und erlebte die Seeschlacht in der Solebay (Southwold Bay) im Mai 1672 während der englisch-niederländischen Seekriege.
Im Frühling 1673 erhielt er sein erstes eigenes Kommando auf der HMS Antelope. Er befolgte die Bestimmungen der Testakte, indem er das Abendmahl nach anglikanischem Ritus empfing und die vorgeschriebenen Eide ablegte. Im Mai übernahm er die Fregatte in Woolwich. Seine Hauptaufgabe war die Sicherung des Nachschubs. Das bewahrte ihn vor einer direkten Konfrontation mit seinem Bruder Rudolf Friedrich, der ein Holsteinisches Regiment im Sold der Niederländer befehligte, das die Küste bei Scheveningen mit 18 Kanonen verteidigte. Im Herbst kam Christian August unter den Oberbefehl des Admirals John Narborough. Gemeinsam mit Narborough erlebte er die Hochzeit des damaligen Lord High Admiral Jacob von York, des späteren Königs Jakob II., mit Maria Beatrice d’Este auf dessen Schiff vor Dover.
Nach dem Frieden von Westminster, mit dem der Dritte Englisch-Niederländische Seekrieg am 19. Februar 1674 endete, wurde er im April 1674 zunächst entlassen. Im Mai reiste er in die Niederlande nach Duffel, wo sich das Hauptquartier von Wilhelm III. von Oranien befand. Er überbrachte ein Schreiben des niederländischen Botschafters in London, Frederik van Reed, an Jan Willem Bentinck und erhielt im Gegenzug ein Schreiben von Wilhelm III. an den General Adrian Graf von Horn. Nach einem Abendessen mit dem holländischen Feldmarschall Johann Moritz von Nassau-Siegen, seinem Cousin, reiste er nach Eppegem (Zemst) in das Lager seines Bruders. Am 10. Juni kehrte er nach England zurück.

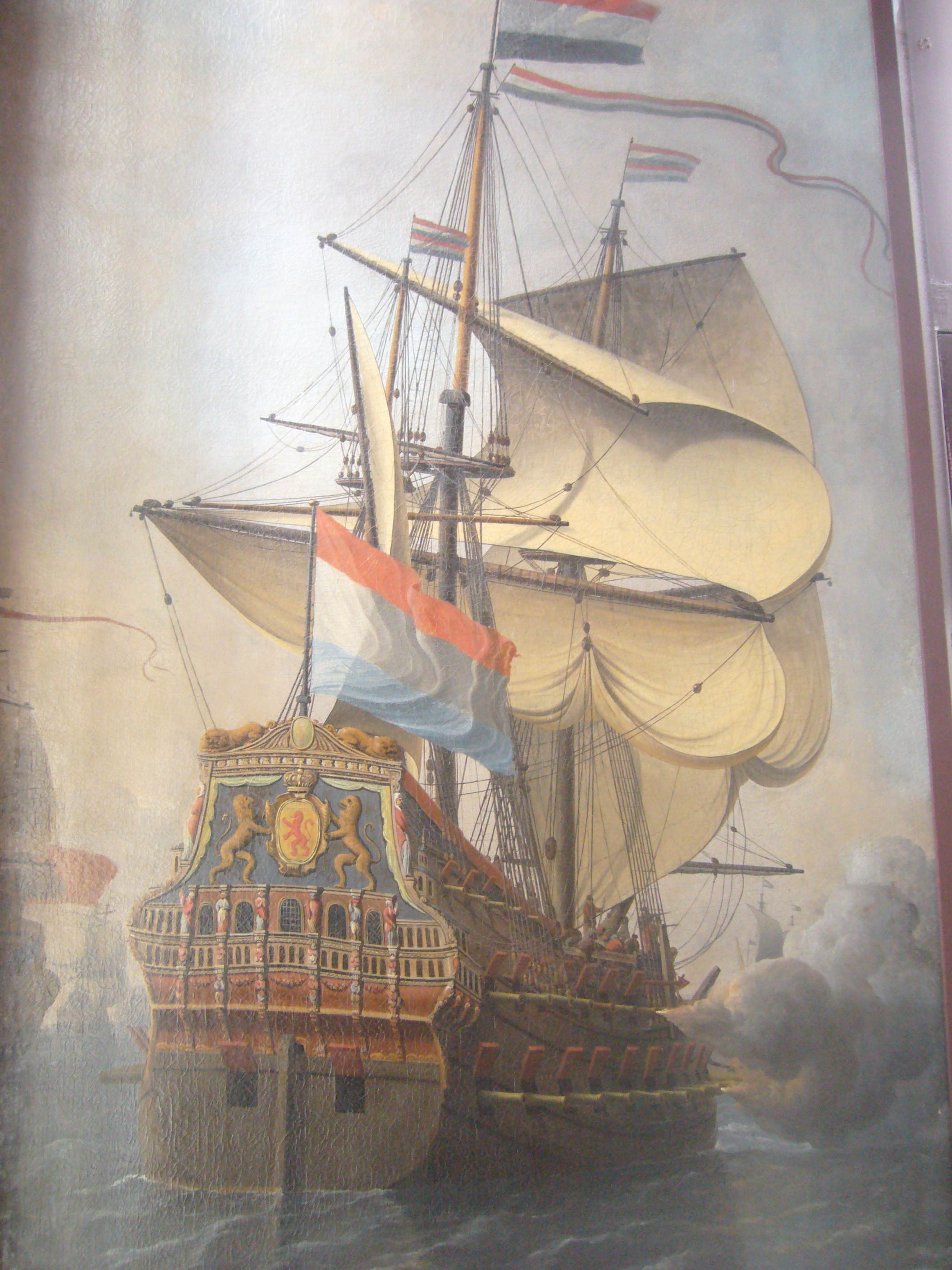
Die Hollandia

In Torquay begab er sich an Bord des niederländischen Linienschiffes Hollandia. Es gehörte zu einem Flottenverband unter dem Kommando von Admiral Cornelis Tromp, der eine Expedition entlang der französischen Küste, mit vorübergehender Besetzung der Île de Noirmoutier, und nach Spanien unternahm. Der Seekrieg gegen Frankreich verlagerte sich in das Mittelmeer. Im Oktober 1674 erreichte man den Golf de Roses, bevor es zurückging. Anfang Dezember traf Christian August wieder in Antwerpen ein. Seine eigentliche Aufgabe bei dieser Reise und seine Auftraggeber bleiben unklar; es erscheint jedoch sicher, dass er an der Abfassung von Berichten beteiligt war, die unter dem Namen von Tromp und von Horn im Diarium Europaeum erschienen. Im Februar 1675 kehrte er aus Holland nach England zurück.

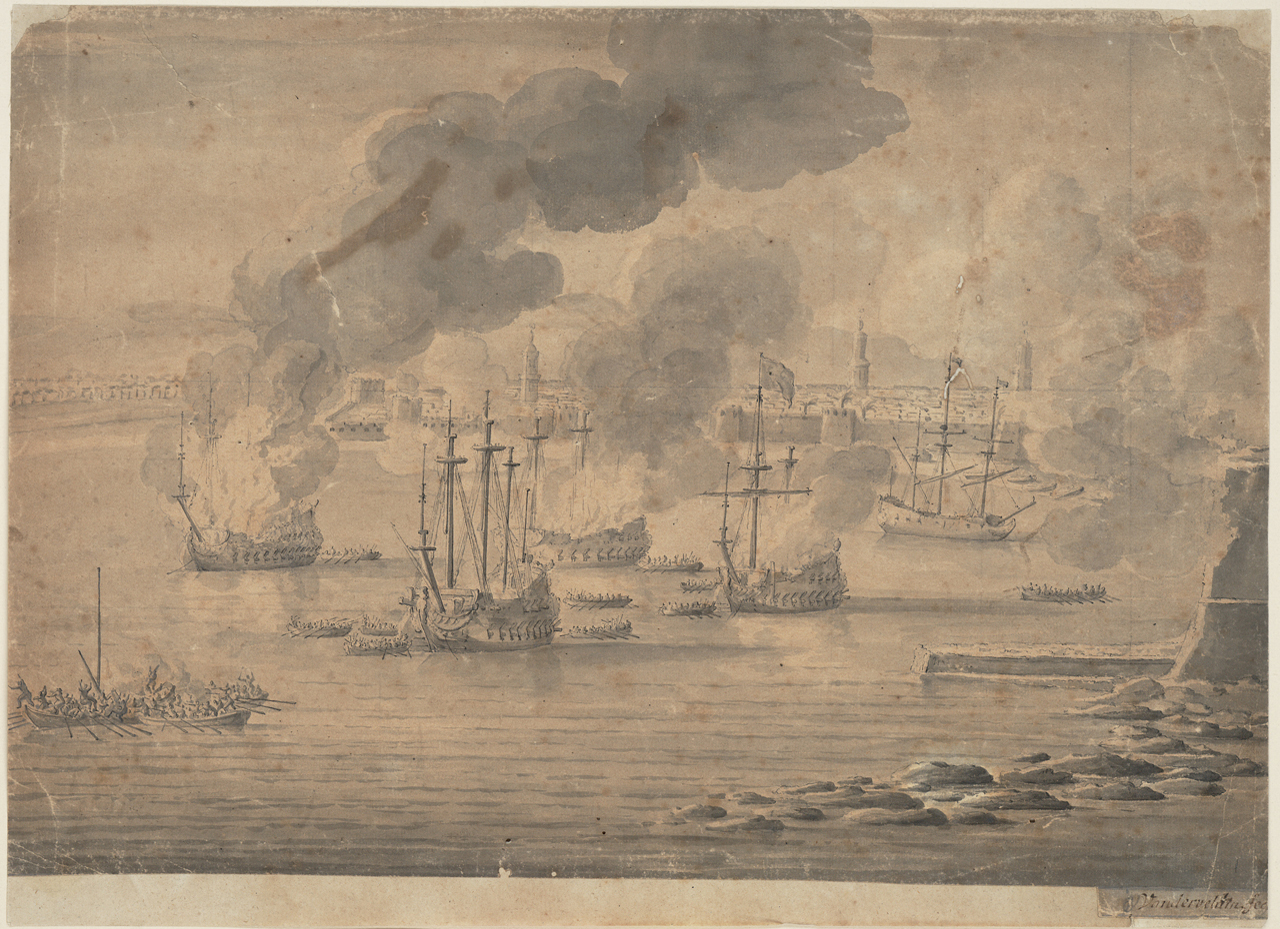
Zerstörung von 4 Korsaren-Schiffen im Hafen von Tripolis im Januar 1676, Zeichnung von Willem van de Velde der Jüngere

In den Jahren 1675 und 1676 war er in ähnlich unklarem Auftrag unterwegs. Im Juli schiffte er sich auf einem Handelsschiff nach Livorno ein, das Cosimo III. de’ Medici kurz zuvor am 11. März 1675 zu einem Freihafen erklärt hatte, und durchreiste Mittelitalien. Im Dezember ging er in Livorno an Bord der Fregatte HMS Portsmouth und begleitete Narboroughs Aktion gegen die Barbaresken-Korsaren. Am 24. Januar 1676 gelang es Narborough, in den Hafen von Tripolis einzudringen und vier vor Anker liegende Korsarenschiffe zu vernichten. Daraufhin schloss der Dey ein für die Briten vorteilhaftes Abkommen. Christian Augusts (August van Holsteyn) ausführlicher Bericht gilt bis heute als eine der wichtigsten Quellen zur Geschichte Tripolis’ im 17. Jahrhundert. Statt auf der Portmouth nach England zurückzukehren, reist Christian August über Land durch Frankreich.
Sein zweites britisches Kommando erhielt Christian August im folgenden Jahr 1677 auf HMS Newcastle. Er kommandierte die Fregatte vom 4. April 1677 bis 1679. Am 22. August 1677 lief die Newcastle als Teil eines Geschwaders aus, das britische Handelsschiffe nach Tanger begleitete. In Tanger schloss er sich wieder Admiral Narborough an und segelte nach Algier und Livorno. Von dort geleitete er britische Handelsschiffe, die aus Zakynthos und Gallipoli kamen, nach England. Mit an Bord hatte er die Leiche des 5. Duke of Somerset, der in Lerici von einem italienischen Adligen erschossen worden war. Am 6. Oktober 1678 lief er in Sheerness ein.
Nach der Rückkehr von dieser Reise erhielt Christian August kein weiteres Kommando mehr. Aus seiner Korrespondenz mit Samuel Pepys lässt sich erschließen, dass Gerüchte laut geworden waren, er sei wie seine Schwester Dorothea Hedwig zum Katholizismus konvertiert. Am 30. Juni 1679 nahm Christian August seinen Abschied aus der britischen Marine. Er regulierte mit Hilfe einer königlichen Gratifikation seine Schulden und reiste im September nach Glückstadt. Den Winter verbrachte er in Hamburg. Im Februar 1680 war er zurück in London, von wo er im Juni als Volontär zu einer weiteren Fahrt ins Mittelmeer auf einer britischen Fregatte aufbrach. 1681 folgte wieder eine Reise nach Hamburg sowie ein Besuch bei seinem Bruder auf dessen durch Heirat neu erworbenen Gütern in Schlesien. Im Sommer und Herbst durchreiste er die Ostseeanrainer von Kopenhagen über Lübeck und Danzig bis Königsberg und nach Stockholm. Am 2. November 1681 starb seine Mutter. Christian August blieb noch sechs weitere Monate in Dänemark und Schweden und knapp zwei Monate in Hamburg, bevor er wieder nach London zurückkehrte.
Durch den Tod von Ruprecht von der Pfalz, Duke of Cumberland im November 1682 verlor Christian August seinen wichtigsten Förderer in Großbritannien. Er wandte sich an König Karl II. mit der Bitte um eine jährliche Pension, die ihm auch gewährt wurde. Noch einmal reiste er 1684/85 nach Hamburg und nach Italien. Nach seiner Rückkehr bot er dem neuen König Jakob II. seine Dienste an, ohne jedoch eine Verwendung zu finden. Das letzte Dokument ist ein Gesuch an den König vom 19. Dezember 1685, in dem er die ausbleibenden Pensionszahlungen anmahnt. Über seine letzten Lebensjahre fehlen Aufzeichnungen. Er starb im Januar 1687 “ohnvermuhtet” “nach empfundener Leibesschwachheit”.

## Pseudonyme
Christian August verwendete im Laufe seines Lebens verschiedene Pseudonyme. Der kaiserlichen Gesandtschaft schloss er sich unter dem Namen Graf von Binnendorf an. In den Dokumenten und Schriften seiner Dienstzeit in England verwendete er Namen wie das Anagramm Augustus Lohstein oder auch Gustav(us) Lhoesteine. Unter letzterem Namen führte ihn sogar ein britisches Marinelexikon – und zwar als gebürtigen Schweden.

## Schriften
Christian August hatte eine „ausgeprägte Schreibfreude“, mit der er Notizen anlegte und bereits über seine frühen Reisen Tagebücher und Logbücher führte. Viele dieser Aufzeichnungen sind in der Herzog August Bibliothek in Wolfenbüttel erhalten. Über seinen Bruder Rudolf Friedrich waren sie in den Nachlass seiner Nichte Elisabeth Sophie Marie von Schleswig-Holstein-Norburg, der dritten Ehefrau von Herzog August Wilhelm von Braunschweig-Wolfenbüttel, gekommen. Dazu kommen amtliche Schriftstücke wie seine Kapitänspatente, die in das Niedersächsische Landesarchiv gelangten. Ein Journal gelangte mit der Sammlung von Sir Hans Sloane in die British Library.
In seinen Tagebüchern zeichnete und beschrieb Christian August Kleidung, Tiere und Bauwerke der bereisten Länder und stellte Vergleich zwischen verschiedenen Sitten an. Die Logbücher waren eigentlich Besitz der Marine, aber auch sie reicherte er mit Zeichnungen an. Die Aufzeichnungen verraten, dass er sich schnell die jeweiligen Landessprachen aneignete. Er beherrschte (mindestens) Französisch, Englisch, Italienisch, Spanisch und Niederländisch.
- Palladis simulacrum ab … Christiano Augusto, Hærede Norwegiæ, Sleswici, Holsatiæ, Stormariæ, Dithmarsiæq., Principe, Comite in Oldenburgh & Delmenhorst in Regia et Eqvestri Sorana publica oratione memoriter exhibitum d. XXI. Nov. M.DC.LVII. Soræ: literis Georgii Hantschenii 1657 (kb.dk PDF, Dänische Königliche Bibliothek)
- Reisetagebuch und Chronik  1664–1669 und Ergänzungen bis 1678/81 (HAB Cod. Guelf. 221 Extrav.)[18]
- Übersetzung von Luis de la Puente: Meditaciones, entstanden 1666 auf der Überfahrt von Tripolis nach Venedig, Reinschrift 1668 (HAB Cod. Guelf. 222 Extrav.)
- Tagebuch (1673–74), in: Papiere des Engländers Augustus Lhosteine (Lhostine), Kapitäns des englischen Seekriegsschiffs "Antelope", bestehend aus Listen, Musterrollen, Schiffsrechnungen und anderen zum Dienst gehörenden Nachrichten in englischer Sprache. Tagebuch (1673–74), darin Beschreibung von Teilen Afrikas in niederländischer Sprache, 1673–1679. Niedersächsisches Landesarchiv (Standort Wolfenbüttel) (NLA WO IX Hs 34)
- Lehr- oder Handbuch, kompiliert 1674 an Bord der Hollandia (HAB MSS Extrav. 125.17)
- Augustus van Holsteyn: Journal of voyage to Tripoli: 1675–1676. auch: A Journal kept after my return ye 6th of February out of Holland from ye year 1675 untill 1676, British Library (BL Sloane MSS 2755)[19] Eine Teilausgabe mit italienischer Übersetzung erschien 1930:
  - Paoli Toschi: Fonti inédite di storia délia Tripolitania — Il «Voyage to the straits» di Augusto Holsteyn. In: Annali del R. Istituto orientale di Napoli 1930, S. 46–91.
- Schiffstagebuch 1677–1679: A Journal kept in y Newcastle fregat whereof I was appointed Comander by His Maj: Commission dated (y 4th of April, vid. Nr. 1, p. 31) y year 1677. (HAB Cod. Guelf. 125.3 Extrav.)[20]
- Reisetagebuch 1655–1685, Abschrift bzw. Reinschrift (HAB Cod. Guelf. 257.3 Extrav.)[21] Dieses ist vermutlich das bei Jöcher als im Manuskript vorliegend bezeichnete Hodeoporicon (Reisebeschreibung)[9]